# Christian Czeremnych
Christian Czeremnych (* 1990 in Bergisch Gladbach) ist ein deutscher Schauspieler in Film-, Theater und Fernsehen.

## Leben und Karriere
Christian Czeremnych wurde 1990 in Bergisch Gladbach geboren und absolvierte 2015 seine Schauspielausbildung an der Staatlichen Hochschule für Musik und Darstellende Kunst Stuttgart. Von 2014 bis 2018 war er Ensemblemitglied beim Schauspiel Stuttgart. Anschließend wurde er festes Ensemblemitglied am Theater Bonn.
Er hat in zahlreichen Produktionen mitgewirkt, darunter Georg Büchners "Lenz", Thomas Braschs "Mercedes", Hans Falladas "Kleiner Mann – was nun?", Sarah Kanes "Zerbombt" und H. G. Wells' "Die Zeitmaschine".
Neben seiner Theaterarbeit hat er auch in Film- und Fernsehproduktionen mitgewirkt, wie zum Beispiel in der Serie Last X-Mas - 24 Tage für die Liebe und dem Film Alice.
2025 war er im Tatort: Feuer zu sehen.

## Theater (Auswahl)
Theater Stuttgart
- 2014: Das Paradies der Damen, als Henri Deloche (Regie: Mareike Mikat)
- 2015: Pünktchen und Anton, als Anton (Regie: Hanna Müller)
- 2015: Unterm Rad, als Hans (Regie: Frank Abt)
- 2015: Der Idiot, als Lebedew (Regie: Martin Laberenz)
- 2016: Feuerschlange (UA), als diverse (Regie: Dominic Friedel)
- 2016: Die toten Seelen, (Regie: Sebastian Baumgarten)
- 2017: Was hält uns zusammen... (Regie: René Pollesch)
- 2017: Der Menschenfeind, als Alceste (Regie: Wolfgang Michalek)
- 2017: Der Kirschgarten, als Jascha (Regie: Robert Borgmann)
- 2017: Fatzer, als Koch (Regie: Thomas Schmauser)
- 2018: Das 1. Evangelium, alsThomas (Regie: Kay Voges)
- 2018: Salome, als Narraboth (Regie: Sebastian Baumgarten)

Theater Bonn
- 2018: Der Menschenfeind, als Philinte (Regie: Jan Neumann)
- 2019: Installation der Angst, als Carlos (Regie: Clara Weyde)
- 2020: Die Glasmenagerie, als Tom Wingfield (Regie: Matthias Köhler)
- 2020: Lenz, als Lenz (Regie: Armin Petras)
- 2020: Die Räuber, als Schweizer (Regie: Simon Solberg)
- 2021: Mercedes, als Sakko (Regie: Julie Grothgar)
- 2021: Anna Karenina, alsGraf Wronksi (Regie: Luise Voigt)
- 2021: Unterm Rad, als Herman (Regie: Dominic Friedel)
- 2021: Prinzessinnendramen, als Dornröschen (Regie: Charlotte Sprenger)
- 2022: Medea 38, als Jason/Männerchor (Regie: Nuran David Calis)
- 2022: Zerbombt, als Soldat (Regie: Charlotte Sprenger)
- 2022: Der Schimmelreiter, als diverse (Regie: Dominic Friedel)
- 2022: Kleiner Mann, was nun?, als diverse (Regie: Jan Neumann)
- 2023: Fabian - oder der Gang vor die Hunde, als Jakob Fabian (Regie: Martin Laberenz)
- 2023: Der aufhaltsame Aufstieg des Arturo Ui, als Arturo Ui (Regie: Laura Linnenbaum)
- 2023: blut wie fluss (UA), als Pierre Guillaume / Yussuf (Regie: Armin Petras)
- 2024: Die Brüder Löwenherz, als Jonathan (Regie: Simon Solberg)
- 2024: Amphitryon, als Sosias, Amphytrion, Cleanthis (Regie: Martin Laberenz)
- 2024: Die Zeitmaschine, als H.G. Wells (Regie: Dominic Friedel)
- 2024: Nora - oder ein Puppenhaus, als Dr. Rank (Regie: Charlotte Sprenger)
- 2024: Am Königsweg / Endsieg, als Spieler (Regie: Katrin Plötner)

## Filmografie (Auswahl)
- 2016: Djibril (Kurzfilm)[2]
- 2022: Last X-Mas - 24 Tage für die Liebe (Miniserie)[2]
- 2022: Alice
- 2025: Tatort: Feuer